# CMJK
CMJK es un músico japonés, antes miembro de la popular banda de música electrónica Denki Groove. Su nombre verdadero es Jun Kitagawa (北川 潤 Kitagawa Jun?).
Jun Kitagawa comenzó dentro de la banda de música techno llamada Cutemen, para más tarde tras la salida de Nobuo Takahashi de la banda Denki Groove, él fue requerido para ser su reemplazo en el año 1990 tomando el cargo de componer y programar las melodías de instrumentos electrónicos de la banda. Dentro de este periodo Kitagawa tomaría el apodo musical de CMJK, el cual significa "Cutting Master Jun Kitagawa", y hasta el día de hoy el música utiliza este seudónimo.
Tras su salida de Denki Groove CMJK comenzó a dedicarse a componer y producir temas para numerosos artistas, y también a trabajar como DJ dentro de una discoteca de Japón llamada BOO. El músico también realiza remixes de vez en cuando.
- Datos: Q47496597